# قشلاق بابارستم
قِشلاق بابارستم هي قرية في دهستان شعبان في مقاطعة نهاوند في محافظة همدان في إيران.
بلغ عدد سكانها 105 نسمة موزعة على 26 عائلة حسب التعداد السكاني لسنة 2006.